# Морвен (Північна Кароліна)
Морвен (англ. Morven) — місто (англ. town) в США, в окрузі Енсон штату Північна Кароліна. Населення — 329 осіб (2020).

## Географія
Морвен розташований за координатами 34°51′52″ пн. ш. 80°0′0″ зх. д. / 34.86444° пн. ш. 80.00000° зх. д. (34.864310, -80.000013).  За даними Бюро перепису населення США в 2010 році місто мало площу 2,66 км², уся площа — суходіл.

## Демографія
Згідно з переписом 2010 року, у місті мешкало 511 осіб у 207 домогосподарствах у складі 133 родин. Густота населення становила 192 особи/км².  Було 258 помешкань (97/км²).
Расовий склад населення:
| - 74,6 % — чорних або афроамериканців - 19,8 % — білих - 0,4 % — корінних американців - 2,2 % — осіб інших рас |

До двох чи більше рас належало 3,1 %. Частка іспаномовних становила 2,9 % від усіх жителів.
За віковим діапазоном населення розподілялося таким чином: 24,5 % — особи молодші 18 років, 59,1 % — особи у віці 18—64 років, 16,4 % — особи у віці 65 років та старші. Медіана віку мешканця становила 41,9 року. На 100 осіб жіночої статі у місті припадало 79,3 чоловіків;  на 100 жінок у віці від 18 років та старших — 72,3 чоловіків також старших 18 років.
Середній дохід на одне домашнє господарство  становив 30 526 доларів США (медіана — 22 361), а середній дохід на одну сім'ю — 28 354 долари (медіана — 22 917). За межею бідності перебувало 40,2 % осіб, у тому числі 62,4 % дітей у віці до 18 років та 26,7 % осіб у віці 65 років та старших.
Цивільне працевлаштоване населення становило 180 осіб. Основні галузі зайнятості: виробництво — 35,6 %, освіта, охорона здоров'я та соціальна допомога — 16,7 %, транспорт — 10,6 %, роздрібна торгівля — 8,9 %.